# Coppa Libertadores 2011 (calcio femminile)
La Coppa Libertadores 2011 è stata la 3ª edizione della massima competizione sudamericana riservata a squadre femminili di club. Il torneo si è tenuto tra il 13 e il 27 novembre 2011 a São José dos Campos, in Brasile.
Il trofeo è stato vinto dalle brasiliane del São José.

## Squadre
Al torneo partecipano dodici squadre, una per ogni federazione della CONMEBOL (eccetto il Brasile con tre partecipanti), i cui criteri di qualificazione sono determinati dalle singole federazioni nazionali.
| Nazione   | Squadra              | Qualificazione                                                    |
| --------- | -------------------- | ----------------------------------------------------------------- |
| Argentina | Boca Juniors         | Vincitrice dei play-off Apertura/Clausura 2010-2011               |
| Bolivia   | Gerimex              | Campione del Campionato Nazionale femminile boliviano 2011        |
| Brasile   | CEPE-Caxias          | Vincitore della Copa do Brasil de Futebol Feminino 2010           |
| Brasile   | Santos               | Detentore del trofeo                                              |
| Brasile   | São José             | Squadra della città ospitante                                     |
| Cile      | Colo-Colo            | Campione del Campionato Cileno Femminile 2010                     |
| Colombia  | Formas Íntimas       | Vincitore dei play-off tra le vincitrici dei campionati regionali |
| Ecuador   | LDU Quito            | Vincitore della Copa Cardifé femminile 2010                       |
| Paraguay  | Universidad Autónoma | Campione del Campionato Paraguaiano Femminile 2010                |
| Perù      | Sport Girls          | Campione del Campionato peruviano di calcio femminile 2011        |
| Uruguay   | Nacional             | Campione del Campionato Uruguaiano Femminile 2010                 |
| Venezuela | Caracas              | Campione della Superliga Venezuelana Femminile 2011               |

## Fase a gironi

### Gruppo A
| Pos. | Squadra              | Pt | G | V | N | P | GF | GS | DR  |
| ---- | -------------------- | -- | - | - | - | - | -- | -- | --- |
| 1.   | Colo-Colo            | 7  | 3 | 2 | 1 | 0 | 9  | 3  | +6  |
| 2.   | Universidad Autónoma | 5  | 3 | 1 | 2 | 0 | 7  | 3  | +4  |
| 3.   | CEPE-Caxias          | 4  | 3 | 1 | 1 | 1 | 5  | 2  | +3  |
| 4.   | Sport Girls          | 0  | 3 | 0 | 0 | 3 | 1  | 14 | -13 |

### Gruppo B
| Pos. | Squadra  | Pt | G | V | N | P | GF | GS | DR  |
| ---- | -------- | -- | - | - | - | - | -- | -- | --- |
| 1.   | Santos   | 9  | 3 | 3 | 0 | 0 | 15 | 2  | +13 |
| 2.   | Caracas  | 6  | 3 | 2 | 1 | 0 | 13 | 4  | +9  |
| 3.   | Gerimex  | 1  | 3 | 0 | 1 | 2 | 1  | 11 | -10 |
| 4.   | Nacional | 1  | 3 | 0 | 1 | 2 | 1  | 13 | -12 |

### Gruppo C
| Pos. | Squadra        | Pt | G | V | N | P | GF | GS | DR |
| ---- | -------------- | -- | - | - | - | - | -- | -- | -- |
| 1.   | São José       | 7  | 3 | 2 | 1 | 0 | 7  | 4  | +3 |
| 2.   | Formas Íntimas | 4  | 3 | 1 | 1 | 1 | 9  | 9  | 0  |
| 3.   | Boca Juniors   | 3  | 3 | 1 | 0 | 2 | 6  | 6  | 0  |
| 4.   | LDU Quito      | 3  | 3 | 1 | 0 | 2 | 5  | 8  | -3 |

### Raffronto tra le squadre seconde classificate
| Pos. | Squadra              | Pt | G | V | N | P | GF | GS | DR | Gruppo |
| ---- | -------------------- | -- | - | - | - | - | -- | -- | -- | ------ |
| 1.   | Caracas              | 6  | 3 | 2 | 0 | 1 | 13 | 4  | +9 | B      |
| 2.   | Universidad Autónoma | 5  | 3 | 1 | 2 | 0 | 7  | 3  | +4 | A      |
| 3.   | Formas Íntimas       | 4  | 3 | 1 | 1 | 1 | 9  | 9  | 0  | C      |

## Fase finale

### Tabellone
|  | Semifinali | Semifinali | Semifinali |          |           | Finale          | Finale          | Finale          |  |
|  |            |            |            |          |           |                 |                 |                 |  |
|  | Colo-Colo  | Colo-Colo  | 4          |          |           |                 |                 |                 |  |
|  | Colo-Colo  | Colo-Colo  | 4          |          |           |                 |                 |                 |  |
|  | Caracas    | Caracas    | 1          |          |           |                 |                 |                 |  |
|  | Caracas    | Caracas    | 1          |          | Colo-Colo | Colo-Colo       | 0               |                 |  |
|  |            |            |            |          | Colo-Colo | Colo-Colo       | 0               |                 |  |
|  |            |            | São José   | São José | 1         |                 |                 |                 |  |
|  | Santos     | Santos     | São José   | São José | 1         | 1               |                 |                 |  |
|  | Santos     | Santos     |            |          |           | 1               |                 |                 |  |
|  | São José   | São José   | 2          |          |           | Finale 3º posto | Finale 3º posto | Finale 3º posto |  |
|  | São José   | São José   | 2          |          |           |                 |                 |                 |  |
|  |            |            |            |          |           |                 |                 |                 |  |
|  |            |            |            |          |           | Caracas         | Caracas         | 0               |  |
|  |            |            |            |          |           | Caracas         | Caracas         | 0               |  |
|  |            |            |            |          |           | Santos          | Santos          | 6               |  |